# 恆河豚
恆河豚（學名：Platanista gangetica）又称南亚河豚、盲河豚、側遊江豚等，是一种产自南亚的淡水鯨，恒河豚属（Platanista）的唯一物种，也是恆河豚科的唯一現生種。分为两个亞種：指名亞種（恒布河豚 P. g. gangetica）主要生活在恒河及布拉马普特拉河水系，分布范围涵盖印度、孟加拉国和尼泊尔，據信現存3500頭以上；印度河亞種（印度河豚 P. g. minor）仅分布于巴基斯坦的印度河，估計現存約1200–1800頭。1970年代以来，這兩個亞種被劃為各自独立的物種，後根據分子遺傳學研究，在1998年被重新歸為恆河豚的兩個亞種。
遺傳學分析表明，恒河豚是現代齒鯨中位於演化树基底的早期支系，但已确认的最早恆河豚化石仅有1.2万年历史。白鱀豚、亚河豚等其他淡水豚曾被視為恆河豚的近親，而遺傳學研究顯示牠們之間的演化關係十分疏遠，各自隶属不同的科，这意味着恆河豚是一個相當孤立的珍貴孑遺物種。
2021年2月5日，中國政府發布新的《国家重点保护野生动物名录》，將恆河豚列為國家一級保護動物，然而，布拉馬普特拉河上游（中國境內稱雅鲁藏布江）的恆河豚分布區位於藏南地带，該地實際為印度所控制。

## 英文俗稱
- 恆河豚：South Asian River Dolphin，Blind River Dolphin，Side-swimming Dolphin
  - 恆布河豚：Gangetic Dolphin，Ganges Susu，Shushuk
  - 印度河豚：Bhulan，Indus river dolphin，Indus Dolphin，Indus blind dolphin

## 下属分类
恒河豚科包括以下属：
- Araeodelphis Kellog, 1957
  - Araeodelphis natator Kellogg, 1957
- 梅赫林亚河豚属 Meherrinia Geisler, Godfrey & Lambert, 2012
- Pachyacanthus Brandt, 1871
  - Pachyacanthus suessii (Brandt, 1871)
- 佩巴斯河豚属 Pebanista 
  - 亚库鲁纳佩巴斯河豚 Pebanista yacuruna Benites-Palomino, Aguirre-Fernández, Baby, Ochoa, Altamirano, Flynn, Sánchez-Villagra, Tejada, de Muizon & Salas-Gismondi, 2024[18]
- 恒河豚属 Platanista Wagler, 1830
- 盖豚属 Pomatodelphis Allen, 1921
  - Pomatodelphis inaequalis Allen, 1921
- Pontoplanodes Ameghino, 1891
- 前盖豚属 Prepomatodelphis Barnes, 2002
- 札哈豚属 Zarhachis Cope, 1868

## 分類簡史
恆河豚是由两位互不相關的作者 Lebeck 和 Roxburgh 在1801年描述的，至於誰描述在先，現已無從考證。一直到1970年代，恆河豚都被認為只有一種，分為恆河族群與印度河族群，這兩個族群的地理分布相互隔絕，几百年甚至几千年都未杂交过。学界根據牠們頭骨結構、脊椎骨與脂質構造的不同，在1970年代早期宣布這兩個族群是不同的物種。現代基因测序技术对这一分类提出了质疑，在1998年時又恢复为1970年以前的分類方式，即認為恆河與印度河的恆河豚族群并非兩個不同的物種，而是同一物种下的兩個亞種。2021年的研究發現了這兩個族群顯著的遺傳差異和頭骨結構的重大差異，結論這兩個是不同的物種。
线粒体 DNA分析表明，这两个物种约在55万年前从一个共同祖先分化而来，该祖先被认为是一种海生的恒河豚类，生活在中新世中期海平面上升期间的南亚近岸海域。

## 形態特征
恆河豚體呈棕灰色，背鰭小而呈三角形，鰭肢和尾鰭較大。具有狹長的嘴喙，即使在嘴未張開的情況下，也可看到明顯的牙齒生長在上下顎。年幼的恆河豚牙齒約有一英吋長，而且是窄且彎曲的。但隨著年齡增長，牙齒變得平坦且方正。
成年后身體全長1.5–2.5米，重70–90千克，雌性大於雄性。兩性異形顯示在恆河豚身長達到1.5米後，雖然此時雄恆河豚的嘴喙已停止生長，但雌恆河豚的嘴喙仍會繼續生長，最後達到約20厘米長。

## 生態行為
恆河豚通常獨居或組成鬆散的小群活動，牠們並不會組成嚴密且有明顯互動的群體。它們的日常活動依賴回聲定位功能，以小型魚類為主食。因眼內缺少晶狀體，所以幾乎等同於失明，僅能感受到光的強度和方向。
恆河豚的孕期約9–10個月，幼豚可在一月到五月間觀察到，而且不會停留在母豚身邊超過數月。目前已知壽命最長的恆河豚是一頭28歲的雄豚，身長為1.99米。

## 種群現狀
恆河豚分布在巴基斯坦的印度河，以及印度、尼泊尔、孟加拉境內的梅克納河、布拉马普特拉河、戈爾諾普利河等河流。恆河豚在印度的超戒寺恆河豚保護區附近與孟加拉南部的 Sangu 河數量較多，僅有非常少的個體（可能只有20頭）生活在尼泊爾的卡克拉河中。
印度河亞種（以下稱印度河豚）的活體總數目前未知，不過可以確定的是至少有幾百頭，也許多達上千頭。19世紀時，在印度河的河口到喜馬拉雅山之間，以及象泉河、拉維河、傑納布河與傑赫勒姆河這些支流都能發現它們。目前印度河豚只棲息在印度河長約1000公里的河道中，被人類的灌溉設施分成五個族群，約有99% 的個體出現在690公里的河道內，這顯示在1870年代以來印度河豚的分布範圍縮小了80%。
目前有三個較大的恆河豚族群，分別位於 Chashma 與 Taunsa 水壩之間（84頭，密度0.28頭/公里）、Taunsa 與 Guddu 水壩之間（259頭，密度0.74頭/公里）以及 Guddu 與 Sukkur 水壩之間（602頭，密度3.6頭/公里）。
人類對河流系統的開發利用，給恆河豚的兩個亞種都造成了非常不利的影響。魚網會導致牠們被纏住，造成局部地區的種群數量減少。每年仍有一些恆河豚被獵捕，牠們的油與肉被當作塗敷的藥劑與捕捉鯰魚的餌。引河水灌溉農田降低了恆河豚棲息範圍內的河流水位，工業與農業用的化學藥品排放到水中也可能會使其數量下降。最重要的問題可能是在許多河流中總共建造了超過50座水壩，導致恆河豚族群被分離與基因庫的減少。目前印度河亞種有三個族群，如保育得當被認為可以長期倖存下去。

## 延伸阅读
- Randall R. Reeves; Brent S. Stewart; Phillip J. Clapham; James A. Powell. . Alfred A. Knopf, Inc. 2002. ISBN 0375411410.
- The Nation（英语：The Nation (Pakistan)）：盲河豚需要呼吸空間

## 外部連結
- Mueenuddin, N. . Nyal Mueenuddin 野生動物電影. 2020  [2020-08-09]. （原始内容存档于2020-10-26）.
- Goddess Ganga and the Gangetic Dolphin （页面存档备份，存于） 印度生物多樣性網
- 鯨與海豚保護協會：南亞河豚 Platanista gangetica （页面存档备份，存于）
- 美國國家海洋漁業局印度河豚主頁 （页面存档备份，存于）
- ARKive网的恆河豚媒体资料
- 遷徙物種公約恆河豚主頁
- 沃克世界哺乳動物在線－恆河豚 （页面存档备份，存于）
- 世界自然基金會：恆河豚簡介 （页面存档备份，存于）